# Monatsschrift für Kakteenkunde
Monatsschrift für Kakteenkunde (abreviado Monatsschr. Kakteenk.) fue una revista ilustrada con descripciones botánicas que fue editada en Alemania. Se publicaron 31 números en los años 1891-1922. Fue precedida por Paul Arendt's Monatsschrift für Kakteenkunde.